# 室蘭駅
室蘭駅（むろらんえき）は、北海道室蘭市中央町4丁目にある北海道旅客鉄道（JR北海道）室蘭本線（支線）の駅で、室蘭支線の終着駅。駅番号はM36。電報略号はムロ。事務管理コードは▲130354。

## 歴史

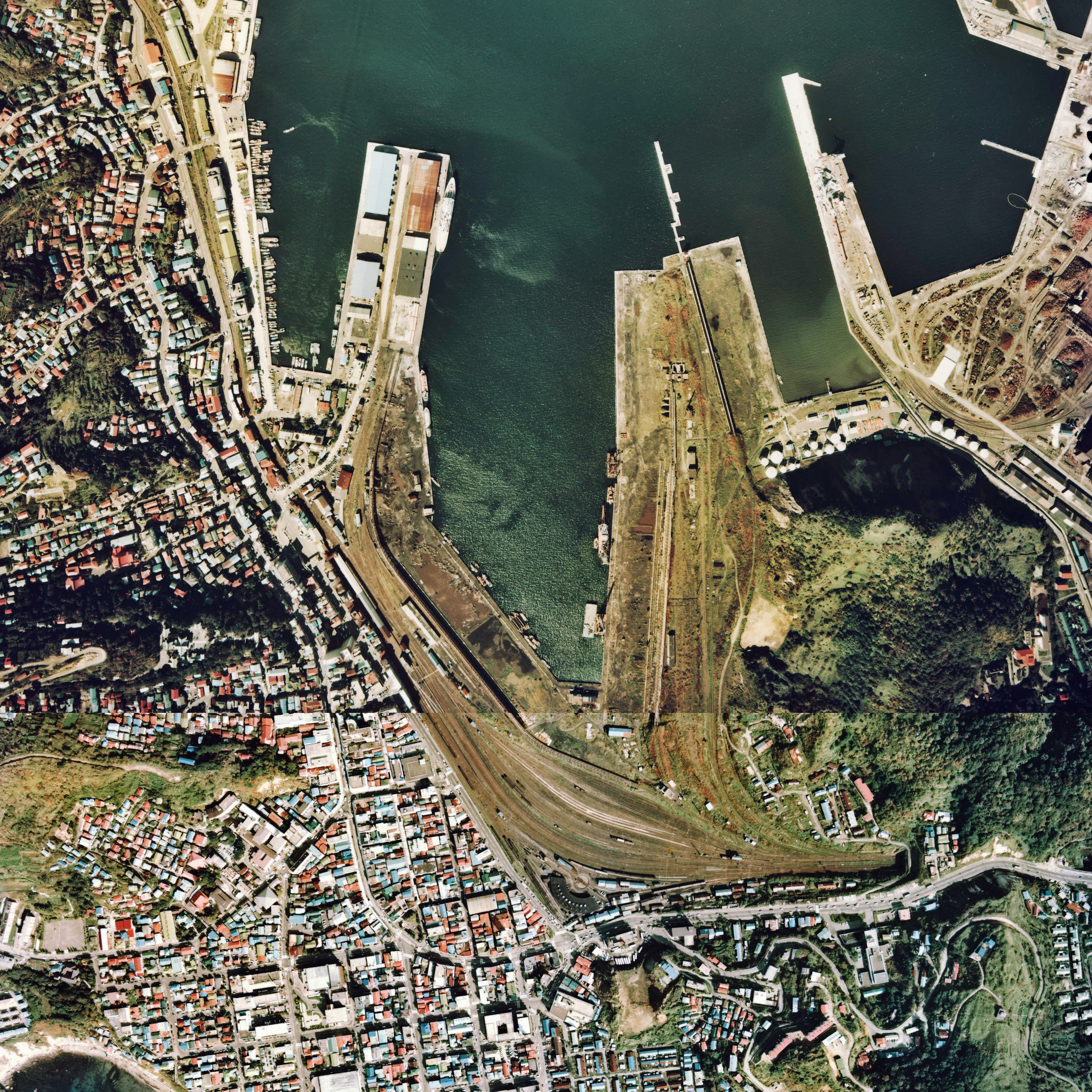
1976年（昭和51年）の室蘭駅と周囲約1.5キロメートル範囲。左側は駅舎。既に斜陽産業となった石炭は苫小牧に譲渡され、岸壁に面した貯炭場は草生して、ヤードには貨車の姿も殆ど無く、かつて石炭積出駅として小樽の手宮駅と競い活気に溢れていた姿はない。雑貨埠頭としての役割を持つ中央埠頭さえもトラック輸送が主体で、駅舎裏手の貨物ホームから埠頭先端まで敷かれた貨物線が使用されている気配が殆ど無い。左端上方に向かって西室蘭駅への貨物支線が伸びている。

- 1891年（明治24年）2月：北海道炭礦鉄道がエトスケレップに仮桟橋を400メートル設置[注 1]。鉄道機材陸揚[4]。
- 1892年（明治25年）
  - 上期：エトスケレップ仮桟橋を長さ657メートル、最大幅12メートルの正規桟橋に整備[4]。
  - 8月1日：北海道炭礦鉄道室蘭線の初代・室蘭駅（もろらんえき[5][注 2][注 3]）が輪西村字ベシボッケ（現在の室蘭市仲町）に開業。同時に、現在の御崎駅に近い位置に海運用の貨物駅が設置される[注 4][7]。近傍海面の埋立整備と新桟橋建設を計画するが、海軍から鎮守府予定区域の理由により却下（後に室蘭への鎮守府計画は廃止）[4]。なお、移転地域の運用ができるまでエトスケレップ桟橋と移転地域に作られた仮桟橋を使用して石炭船積みを行う[4]。
- 1893年（明治26年）10月1日：日本郵船が青森港 - 函館港 - 室蘭港の3港連絡定期航路を開設[注 5]。
- 1897年（明治30年）7月1日：2代目・室蘭駅移転開業。仏坂下に停車場および駅舎（初代駅舎）設置[注 6][8][9]。
- 1898年（明治31年） 上期：機関車庫が新設。それまでは輪西駅の設備を流用[注 7]。
- 1903年（明治36年）：同構内の海岸町に貨物駅が置かれ、仏坂下の2代目・室蘭駅が旅客駅となる。
- 1904年以前：駅名読みを「むろらん」に変更[注 3]。
- 1904年（明治37年）
  - 2月1日：同構内の海岸町に駅付属の船車連絡待合所が設置。乗船切符発売など、日本郵船の連絡船との連帯輸送強化を図る。
  - 7月20日：同構内の海岸町の貨物駅手前に旅客ホーム及び駅舎移転（2代目駅舎）。改キロ[注 8]。
- 1906年（明治39年）
  - 10月1日：北海道炭礦鉄道の鉄道路線国有化（鉄道国有法）により、官設鉄道に移管[1]。
  - 1904年の函館駅 - 小樽駅間鉄道開通により運用上のメリットが薄れたため、3港連絡定期航路をやめて青森 - 室蘭定期航路に変更。
- 1911年（明治44年）11月：石炭船積用の高架桟橋（長さ579メートル、満潮水面高19メートル、幅上部17メートル）を設置[4][10]。
- 1912年（明治45年／大正元年）：海岸町内で駅舎移転新築（現在の旧室蘭駅舎・3代目駅舎[新聞 1]）。
- 1913年（大正2年）6月2日：室蘭機関庫を設置（北海道鉄道管理局の事務上制定）。
- 1914年（大正3年）11月：扇形機関庫を新設。
- 1915年（大正4年）4月1日：青蘭定期航路から日本郵船が撤退し、室蘭有志の陳情により北日本汽船会社の運用に変更[注 9]。
- 1934年（昭和9年）12月7日：第1期水陸連絡設備工事が竣工。陸上高架桟橋、1号・2号貯炭場、トランスポーター（橋形クレーン）、ローダー等石炭船積設備を設置[12]。
- 1936年（昭和11年）
  - 2月：高架桟橋を撤去[4]。
  - 9月26日 - 昭和天皇の北海道巡幸。室蘭駅発 - 旭川駅行のお召し列車が運行[13]。
- 1950年（昭和25年）2月10日：室蘭客貨車区を設置。
- 1953年（昭和28年）4月27日：中央埠頭（市営）への引込線増設（中央埠頭拡張整備の一環）。
- 1959年（昭和34年）3月31日：第2期水陸連絡設備工事が竣工。高架桟橋跡にドルフィン及び3号貯炭場設置[12]。
- 1960年（昭和35年）5月10日：当駅 - 西室蘭駅間の貨物支線（公共臨港線）が開業。
- 1969年（昭和44年）11月：石炭貨物の取り扱いを廃止[12]。
- 1970年（昭和45年）11月20日：室蘭客貨車区を廃止。
- 1971年（昭和46年）：石炭荷役機械設備撤去が完了[12]。
- 1977年（昭和52年）7月22日：貨物の取り扱いを廃止[1]。
- 1979年（昭和54年）3月：3代目駅舎が改修[新聞 2]。
- 1982年（昭和57年）3月9日：構内石炭埠頭跡地を売却。
- 1985年（昭和60年）3月14日：当駅 - 西室蘭駅間の貨物支線が廃止。荷物の取り扱いを廃止[1]。
- 1987年（昭和62年）4月1日：国鉄分割民営化により北海道旅客鉄道（JR北海道）に継承[1]。
- 1997年（平成9年）
  - 9月30日：駅レンタカー営業所が営業を終了[14]。
  - 10月1日：駅舎を1.1キロメートル東側の現在地（仏坂下の初代駅舎の置かれていた位置とほぼ同じ位置）に移転新築（4代目）[15][16]。
- 1998年（平成10年）：旧駅舎が室蘭市に譲渡され、観光協会が入居[新聞 1]。
- 1999年（平成11年）7月：旧駅舎が国の「登録有形文化財」登録[17]。
- 2001年（平成13年）4月1日：駅業務を「日交観北海道」（現在の北海道ジェイ・アール・サービスネット）に委託[新聞 3]。
- 2008年（平成20年）4月30日：キヨスクが閉店。
- 2009年（平成21年）3月15日：売店がオープン[新聞 4]。
- 2010年（平成22年）10月：旧駅舎が「準鉄道記念物」に指定[新聞 5]。
- 2019年（令和元年）5月：旧駅舎を含む「炭鉄港」が日本遺産に認定される[新聞 1]。
- 2020年（令和2年）9月30日：売店が閉店となる[18]。
- 2024年（令和6年）
  - 9月30日：みどりの窓口の営業を終了[JR北 3]。
  - 10月1日：終日無人化[JR北 4][JR北 1][19]。

## 駅構造
頭端式ホーム1面2線の地上駅である。
無人駅である。話せる券売機が設置されている。夜間滞泊は設定されていない。当駅から東室蘭駅間に回送列車がある。

### のりば
| 番線 | 路線      | 行先             |
| ---- | --------- | ---------------- |
| 1・2 | ■室蘭本線 | 東室蘭・札幌方面 |

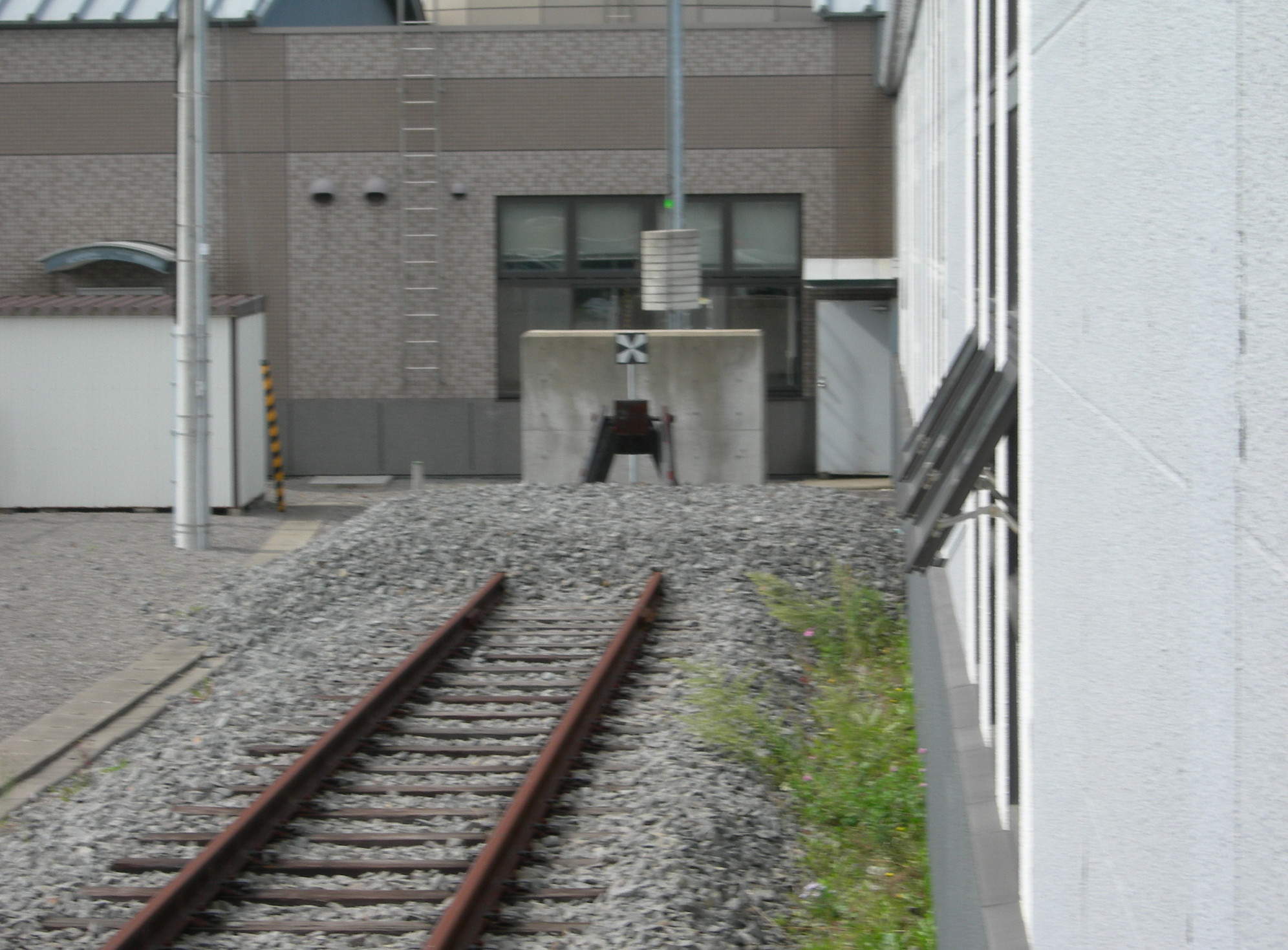
1番線の車止め（2007年10月）
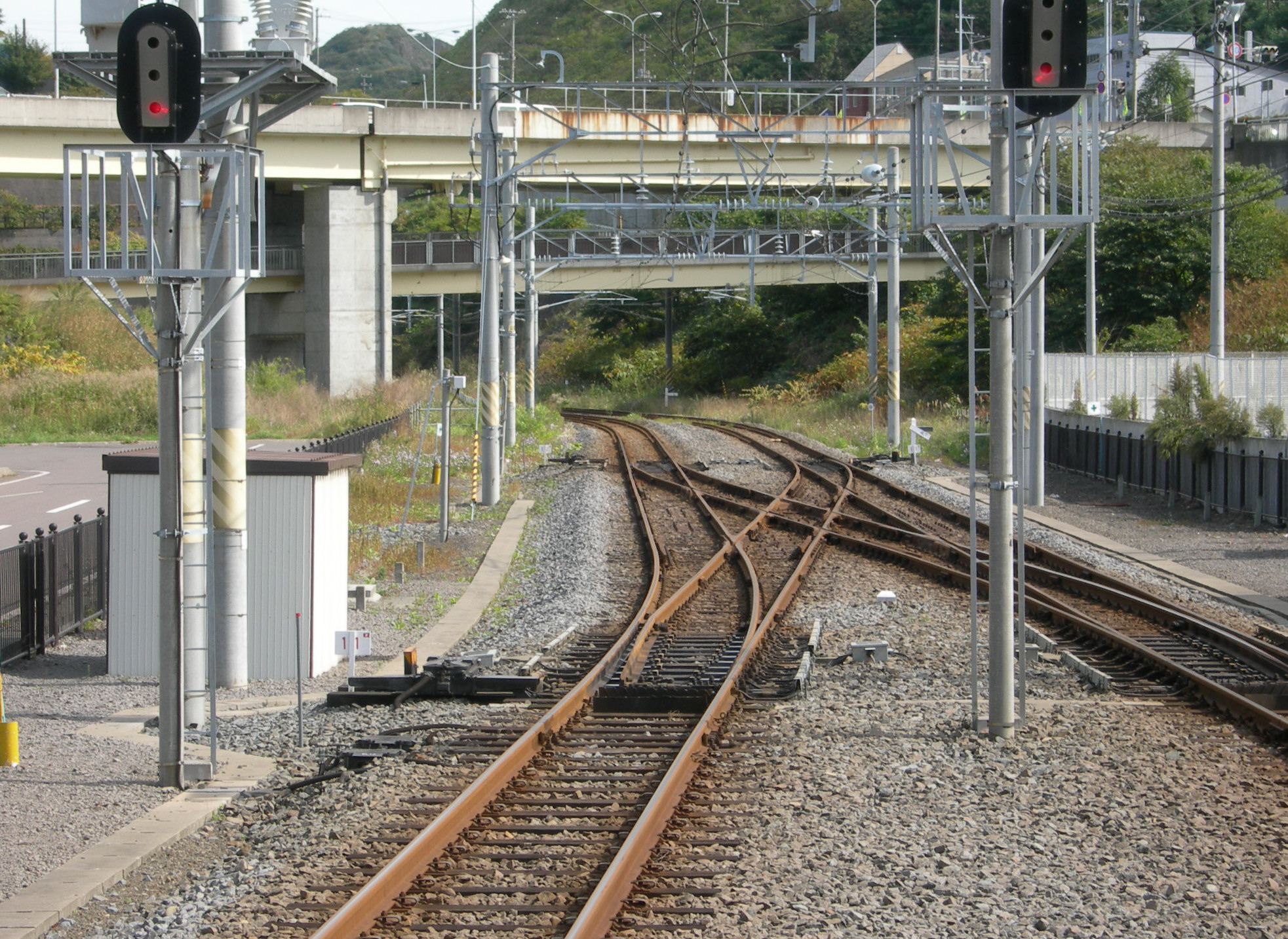
母恋方面を望む（2007年10月）
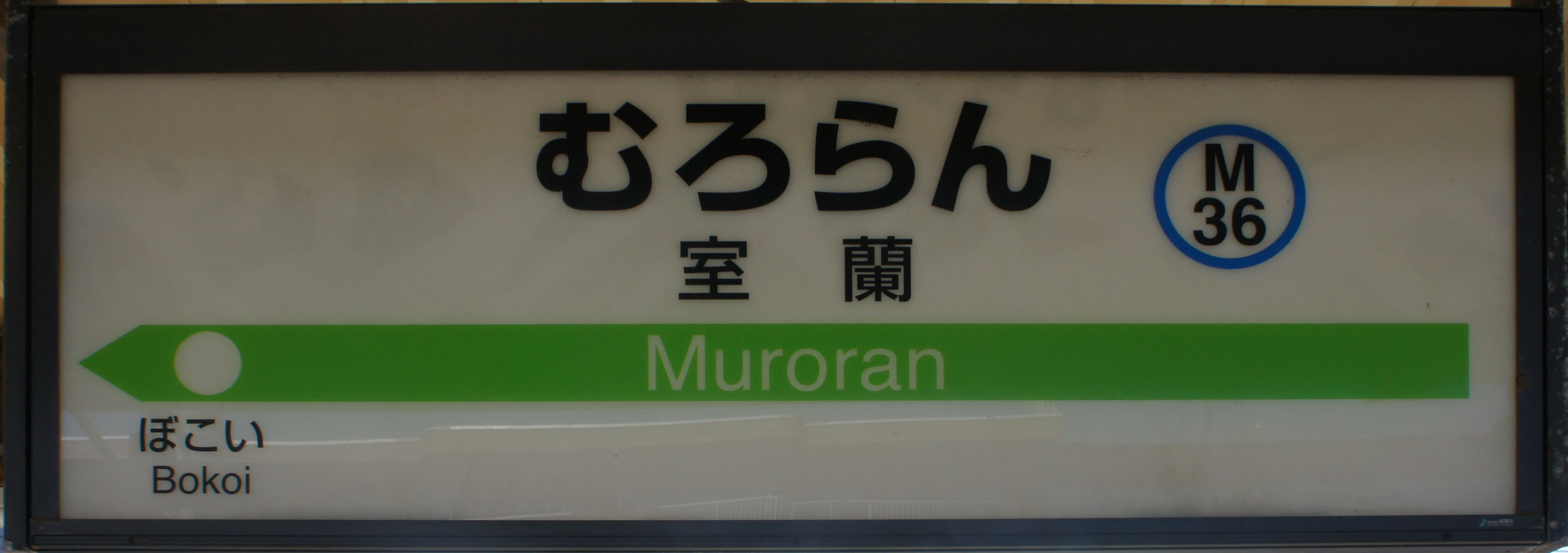
駅名標（2017年9月）
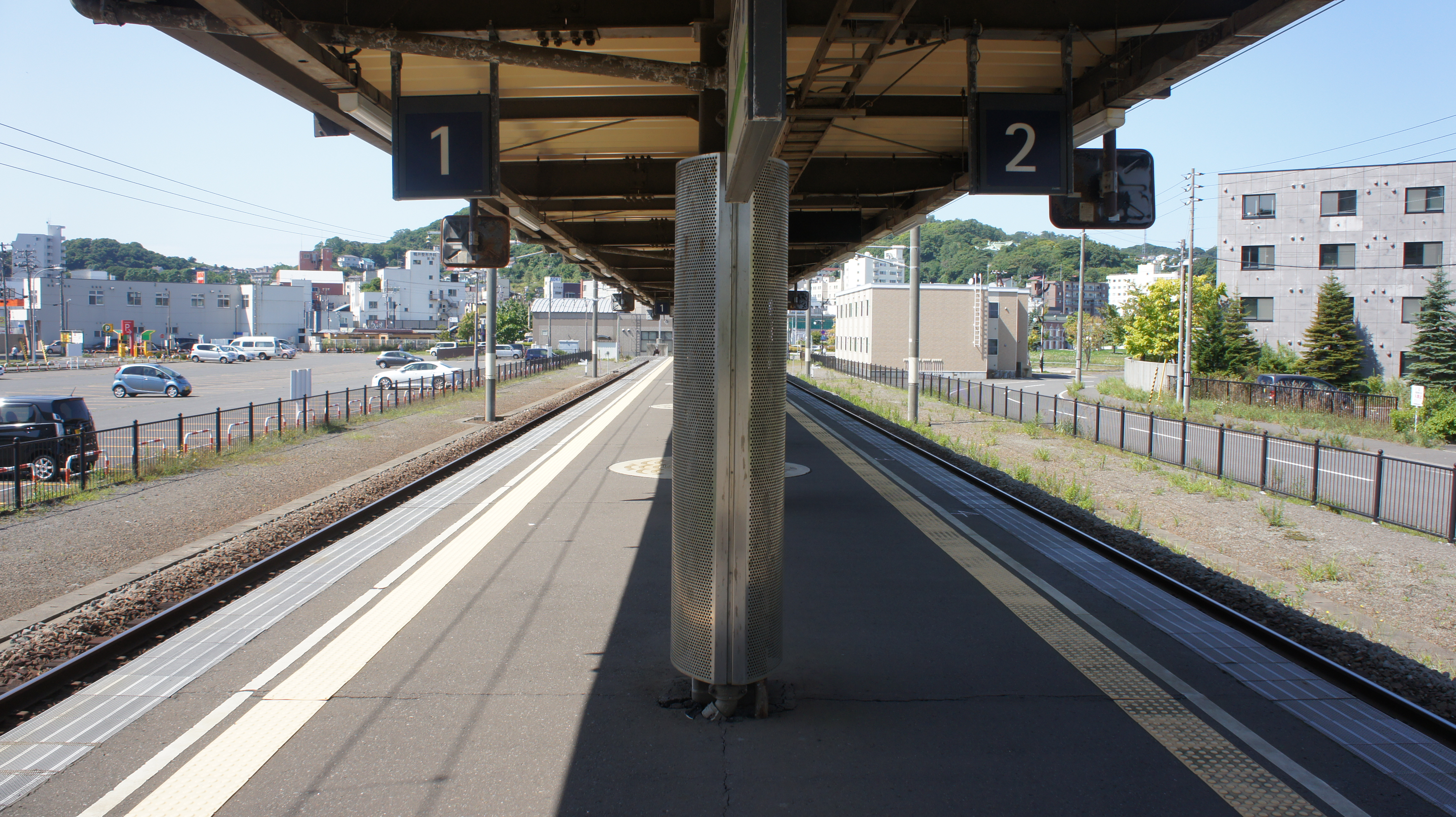
ホーム（2017年9月）
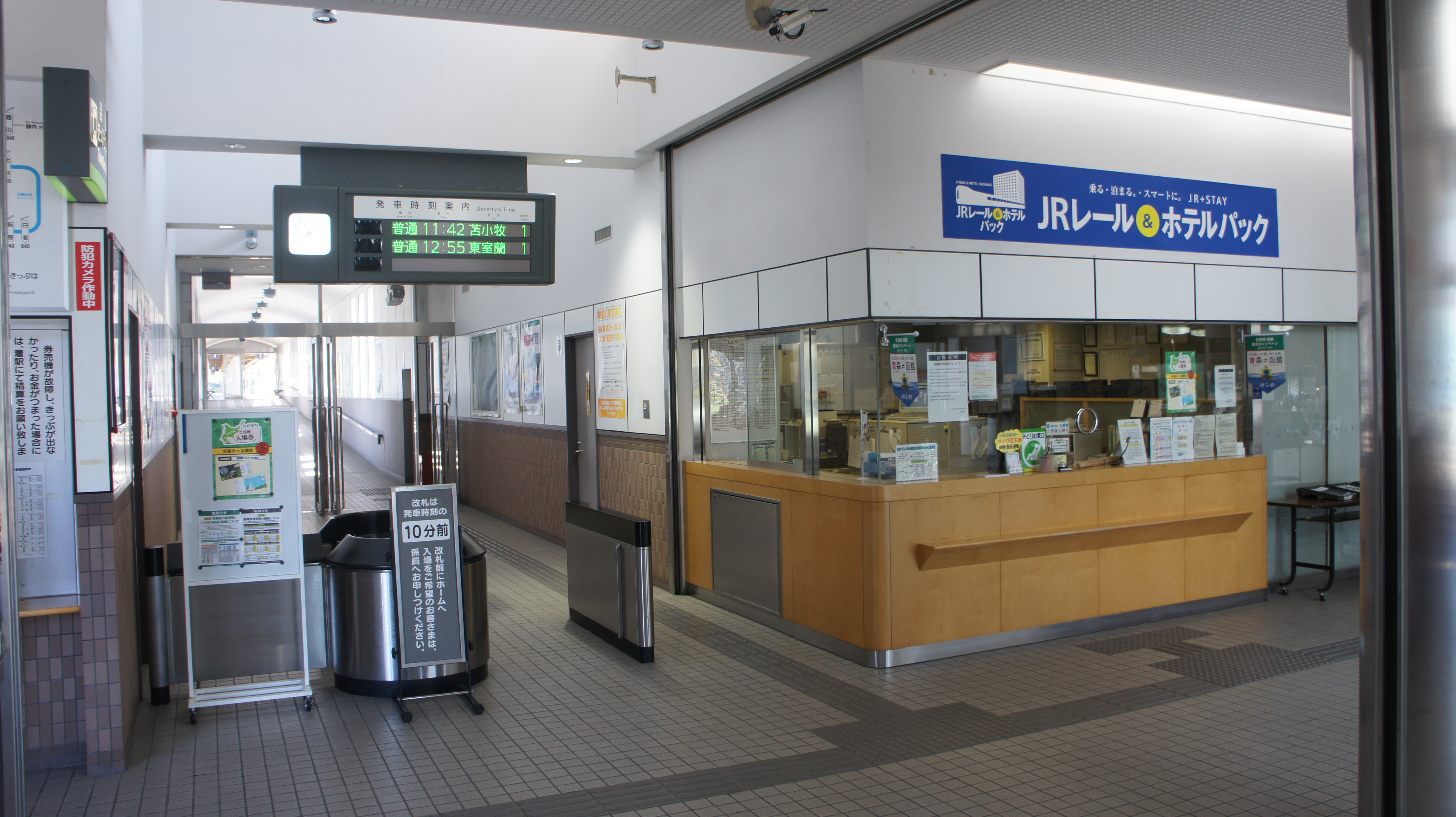
改札口（2017年9月）
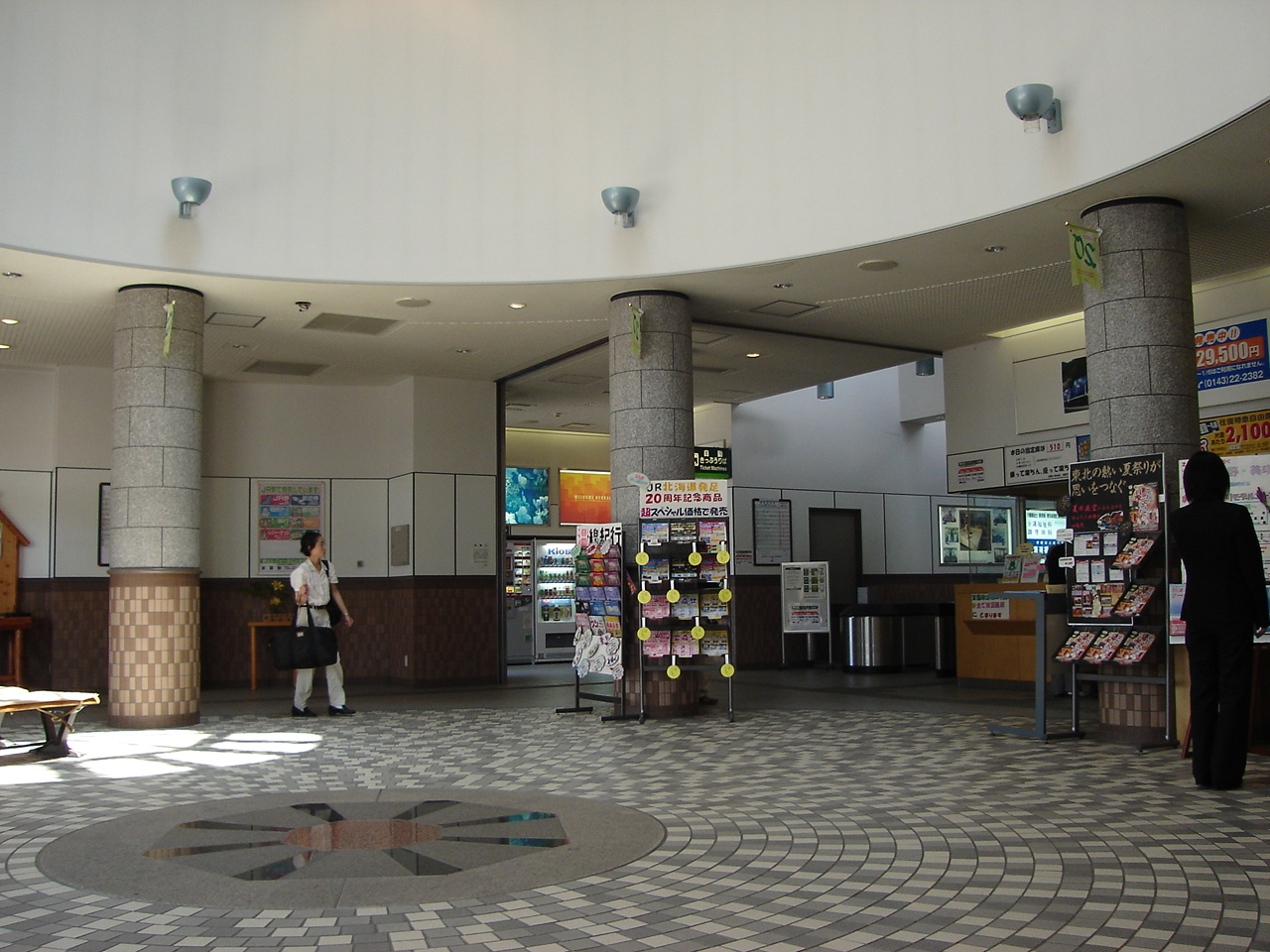
駅舎内（2007年7月）
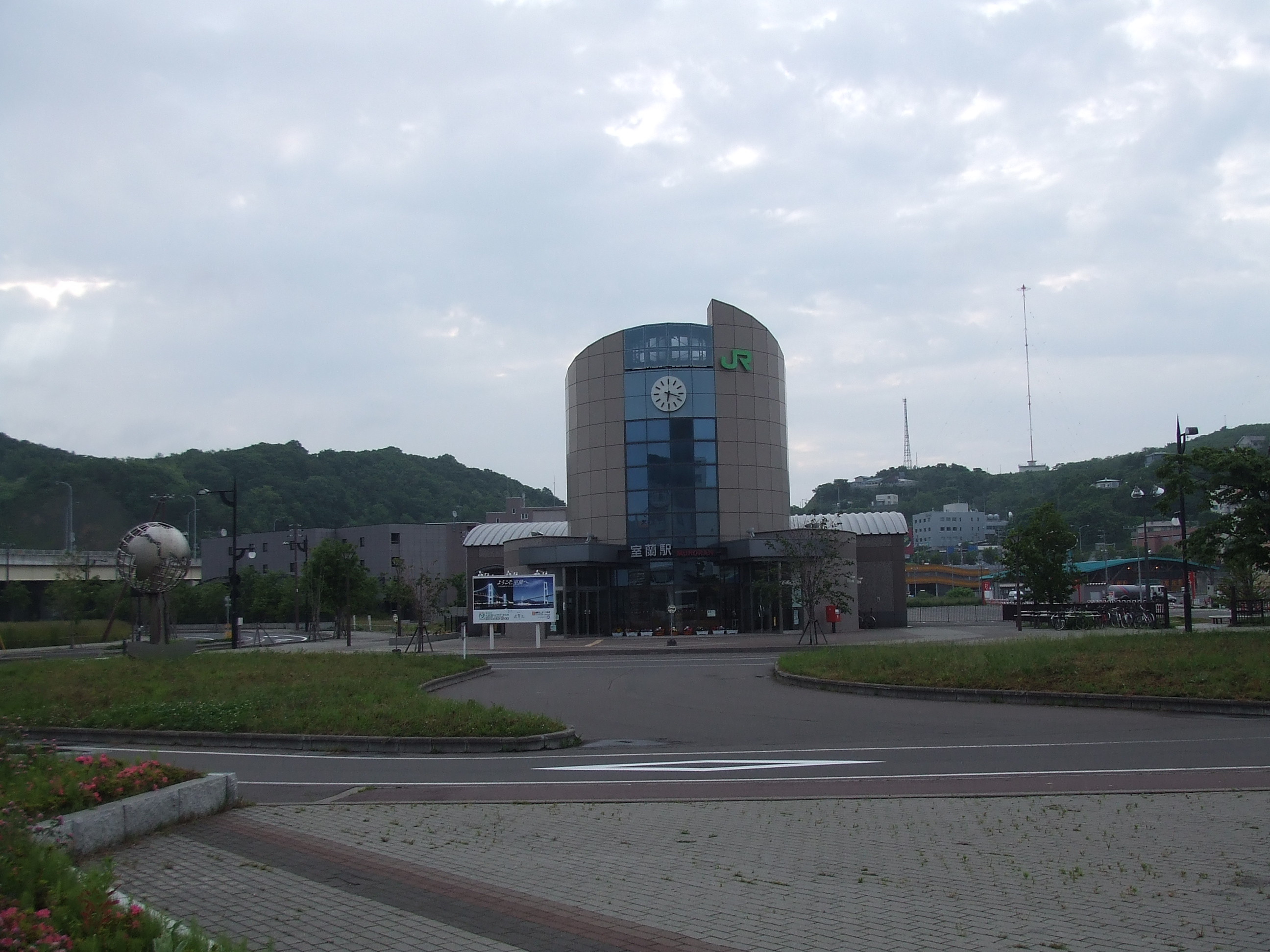
駅舎外観と駅前広場（2007年6月）

## 利用状況
『室蘭市統計書』によると、近年の年度別乗車人員の推移は以下のとおりである。
| 年度               | 乗車人員 （千人） | 乗車人員 （一日平均） | 出典   |
| ------------------ | ----------------- | --------------------- | ------ |
| 2011年（平成23年） | 225               | 615                   | [ 21 ] |
| 2012年（平成24年） | 220               | 603                   | [ 21 ] |
| 2013年（平成25年） | 215               | 589                   | [ 21 ] |
| 2014年（平成26年） | 212               | 581                   | [ 21 ] |
| 2015年（平成27年） | 211               | 577                   | [ 21 ] |
| 2016年（平成28年） | 223               | 611                   | [ 22 ] |
| 2017年（平成29年） | 226               | 619                   | [ 22 ] |
| 2018年（平成30年） | 228               | 625                   | [ 23 ] |
| 2019年（令和元年） | 231               | 631                   | [ 23 ] |

## 駅弁
2017年（平成29年）ごろまでは、主な駅弁として下記を販売していた。
- 母恋めし

## 駅周辺
室蘭市の行政機関や文化施設が集積している。むろらん広域センタービル（胆振総合振興局、室蘭市役所広域センタービル庁舎、室蘭信用金庫本店、北洋銀行室蘭中央支店など）は徒歩約4分、室蘭市役所本庁舎、入江運動公園（陸上競技場、温水プール、総合体育館など）、北斗文化学園インターナショナル調理技術専門学校は徒歩約5分、室蘭地方合同庁舎、室蘭八幡宮、室蘭市文化センター（室蘭市民美術館併設）、NHK室蘭放送局は徒歩約10分、北海道立総合研究機構栽培水産試験場、室蘭港フェリーターミナルは車で約5分、測量山は車で約10分、絵鞆岬は車で約15分に位置している。また、北海道室蘭清水丘高等学校、市立室蘭水族館や道の駅みたら室蘭への最寄駅になっている。最寄りのバス停は道南バス、北海道中央バス（高速むろらん号）「室蘭駅前」「市役所北」停留所。なお、札幌市などの道央圏、函館市など道南との鉄道アクセスにおいて室蘭市の玄関となるのは、特急列車が停車する東室蘭駅である。
- 港の文学館
- 室蘭警察署室蘭駅前交番
- 室蘭郵便局
- わかさいも本舗室蘭中央店
- 室蘭プリンスホテル
- 室蘭観光協会（旧室蘭駅舎）
- 室蘭公共職業安定所（ハローワークむろらん）
- 北海道開発局室蘭開発建設部
- 第二プリンスホテル室蘭ビュー
- 日本年金機構室蘭年金事務所
- ホテルセピアス
- 栗林商会本社
- 室蘭建設会館
- 室蘭太陽ビル
  - パーラー太陽室蘭店
  - 北海道銀行室蘭駅前支店[注 10]
  - コープさっぽろしが驛前店
- ダイナム室蘭店
- スーパーアークス室蘭中央店
  - スイートデコレーション室蘭中央店
- 市立室蘭総合病院
- DENZAI環境科学館・室蘭市図書館（えみらん）
- 北海道新聞社室蘭支社
- 室蘭民報社本社
- 北海道労働金庫室蘭支店
- 室蘭市武揚体育館

## 旧駅舎

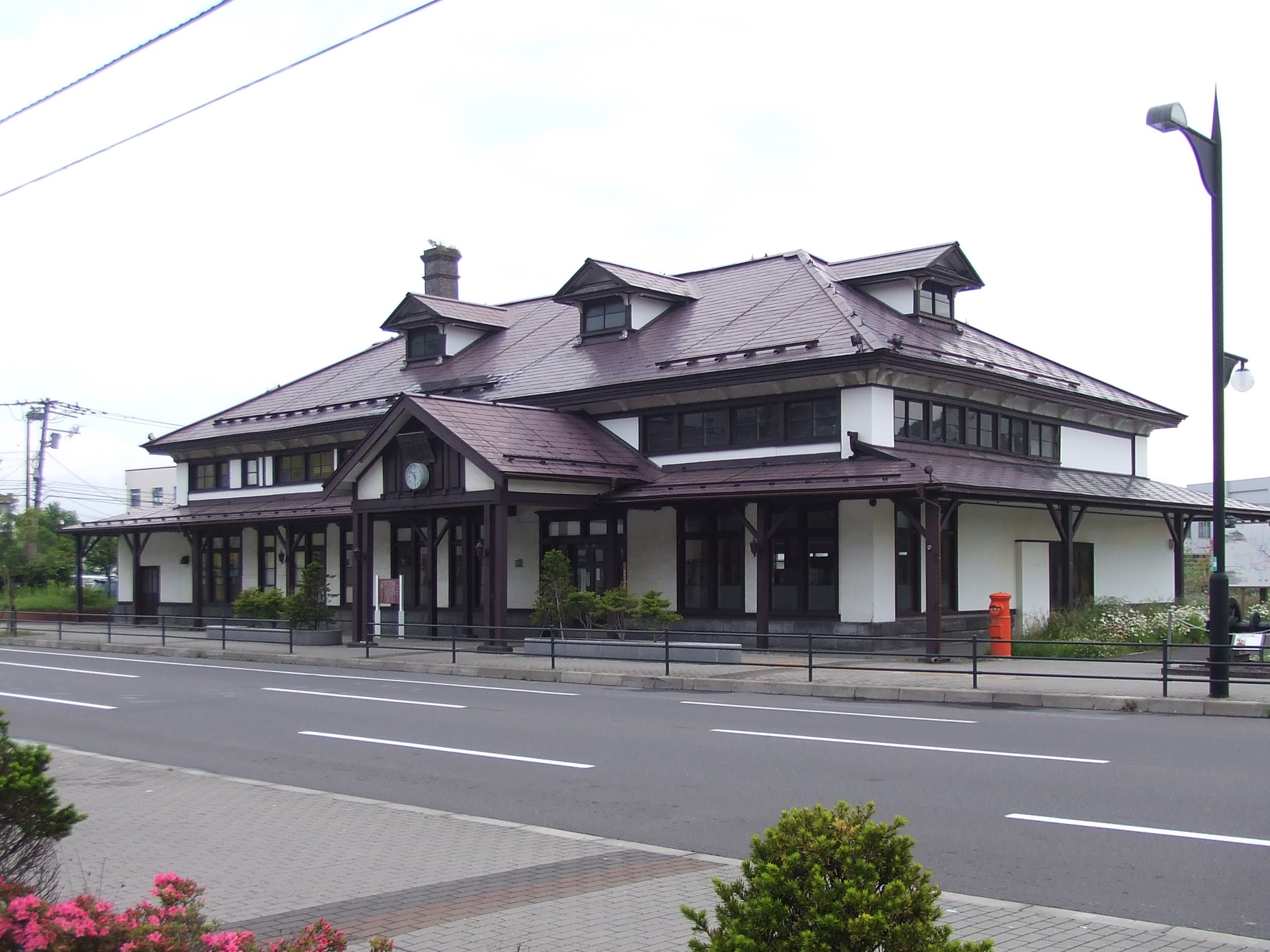
旧室蘭駅舎（2007年6月）

現駅から北西に約600メートル離れた3代目駅舎は、観光案内所があるほか、鉄道関連の備品が展示されている。前は高速バス停留所となっているほか、隣接地の公園には2019年（令和元年）に蒸気機関車が設置された。
3代目駅舎は1912年（明治45年）に建設された木造2階建ての寄棟造りの建物で、1997年（平成9年）まで使用された。屋根や白壁の外観は明治期の洋風建築を残しており、外回りは入母屋風で雁木造になっている。

## 隣の駅
北海道旅客鉄道（JR北海道）
■室蘭本線（支線）

室蘭駅 (M36) - 母恋駅 (M35)